# Municipio de Hill (Dakota del Norte)
El municipio de Hill (en inglés: Hill Township) es un municipio ubicado en el condado de Cass en el estado estadounidense de Dakota del Norte. En el año 2010 tenía una población de 53 habitantes y una densidad poblacional de 0,57 personas por km².

## Geografía
El municipio de Hill se encuentra ubicado en las coordenadas 46°50′50″N 97°37′8″O / 46.84722, -97.61889. Según la Oficina del Censo de los Estados Unidos, el municipio tiene una superficie total de 92.87 km², de la cual 92,87 km² corresponden a tierra firme y (0 %) 0 km² es agua.

## Demografía
Según el censo de 2010, había 53 personas residiendo en el municipio de Hill. La densidad de población era de 0,57 hab./km². De los 53 habitantes, el municipio de Hill estaba compuesto por el 100 % blancos. Del total de la población el 0 % eran hispanos o latinos de cualquier raza.